# Joe LaBarbera
Joseph James LaBarbera (Mount Morris, 22 de fevereiro de 1948) é um baterista e compositor de jazz norte-americano. Ele é mais conhecido por suas gravações e performances ao vivo com o trio do pianista Bill Evans nos anos finais da carreira de Evans. Seus irmãos mais velhos são o saxofonista Pat LaBarbera e o trompetista John LaBarbera.

## Carreira
Ele cresceu em Mount Morris, Nova York . Seu primeiro professor de bateria foi seu pai. Por dois anos, no final dos anos 1960, ele participou da Berklee College of Music, depois saiu em turnê com o cantor Frankie Randall. Depois de Berklee, ele passou dois anos com a banda do Exército dos EUA em Fort Dix, New Jersey. Ele começou sua carreira profissional tocando com Woody Herman e o Thundering Herd.
Sua reputação cresceu na década de 1970, quando ele passou quatro anos gravando e excursionando com Chuck Mangione. Ele também trabalhou como sideman para Bob Brookmeyer, Jim Hall, Art Farmer, Art Pepper, John Scofield, Toots Thielemans e Phil Woods . Em 1979, ele era membro do trio de Bill Evans, depois passou grande parte da década de 1980 e início de 1990 com Tony Bennett. Ele estava em um quarteto com seu irmão Pat e em um trio com Hein van de Geyn e John Abercrombie. Ele lecionou no Instituto de Artes da Califórnia e no Bud Shank Jazz Workshop.

## Discografia

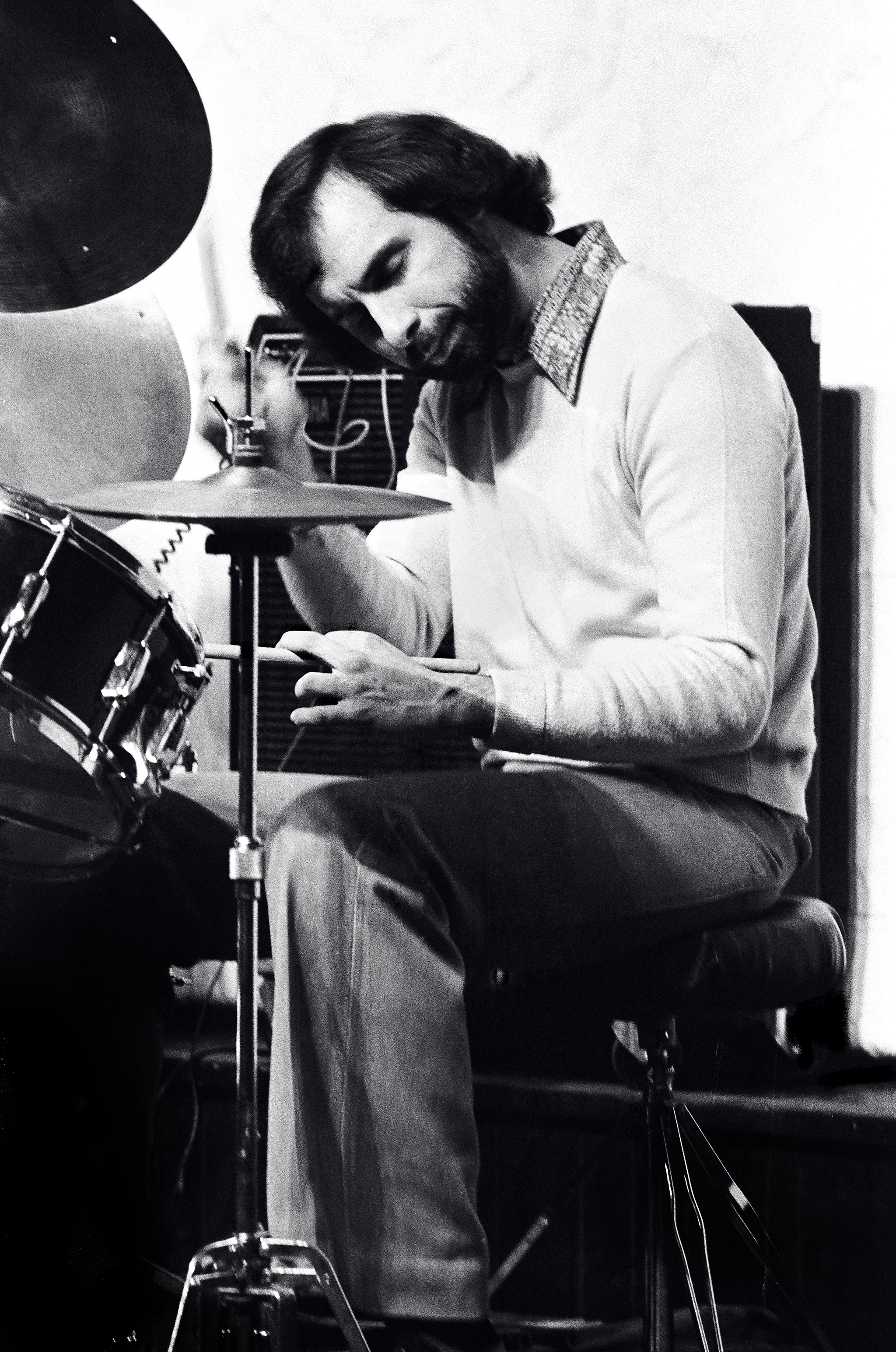
LaBarbera em 1978

### Como líder
- O Quinteto Joe La Barbera ao Vivo (Jazz Compass, 2001)
- Mark Time (Jazz Compass, 2003)
- Love Locked Out (2003), com Patti Wicks e Keter Betts
- Native Land (Jazz Compass, 2006)
- Silver Streams (Jazz Compass, 2012) [5]

### Como músico de apoio
Com Tony Bennett
- 1986 The Art of Excellence
- 1987 Bennett/Berlin
- 1990 Astoria: Portrait of the Artist
- 1992 Perfectly Frank
- 2007 Sings the Ultimate American Songbook Vol. 1[6]

Com Rosemary Clooney
- 1989 Sings Rodgers, Hart & Hammerstein
- 1992 Girl Singer
- 1997 Mothers & Daughters
- 2000 The Songbook Collection
- 2001 Sentimental Journey: The Girl Singer and Her New Big Band[6]

Com Bill Cunliffe
- 1993 A Paul Simon Songbook
- 1995 Bill in Brazi
- 2001 Live at Bernie's
- 2002 Bill Cunliffe Sextet: Live at Rocco
- 2003 How My Heart Sings[6]

Com Bill Evans
- 1979 Live at the Balboa Jazz Club, Vol. 1
- 1979 Live at the Balboa Jazz Club, Vol. 2
- 1979 Live at the Balboa Jazz Club, Vol. 3
- 1979 Live at the Balboa Jazz Club, Vol. 4
- 1979 Live at the Balboa Jazz Club, Vol. 5
- 1979 Live in Buenos Aires, 1979
- 1979 We Will Meet Again
- 1980 Letter to Evan
- 1980 Turn Out the Stars
- 1983 The Paris Concert: Edition 1
- 1983 The Paris Concert: Edition 2
- 1996 His Last Concert in Germany
- 1996 The Brilliant
- 1996 Turn Out the Stars: Final Village Vanguard Recordings
- 2000 The Last Waltz
- 2005 Live in Rome 1979[6]

Com John LaBarbera
- 2003 On the Wild Side (Jazz Compass)
- 2005 Fantazm (Jazz Compass)
- 2013 Caravan (Jazz Compass)[6]

Com Pat LaBarbera
- 1993 JMOG (Jazz Men on the Go)
- 2003 Deep in a Dream
- 2005 Crossing the Line[6]

Com Chuck Mangione
- 1973 Land of Make Believe
- 1975 Bellavia
- 1975 Chase the Clouds Away[6]

Com Bud Shank
- 1996 Plays the Music of Bill Evans
- 1999 After You Jeru
- 2000 Silver Storm
- 2002 On the Trail
- 2009 Fascinating Rhythms[6]

Com Kim Richmond
- 1994 Range
- 1999 Look at the Time
- 2001 Ballads[6]

Com Terry Trotter and Trotter Trio
- 1993 It's About Time
- 1995 A Funny Thing Happened on the Way to the Forum...In Jazz
- 1995 Company...In
- 1995 Stephen Sondheim's Sweeney Todd in Jazz
- 1996 The Michel Legrand Album
- 1997 Sketches on Star Wars
- 1998 Follies
- 2001 The Fantasticks in Jazz[6]